# 국어문법
국어문법(國語文法)은 주시경이 지은 문법책이다. 이 책은 크게 음성학(音聲學)·품사론(品詞論)·구문론(構文論)으로 나누어 설명했는데, 명실공히 현대 문법의 체계를 개척하여 뒤에 <한글맞춤법통일안>의 기본 이론을 세웠다.